# Jean-Marc Ndjofang
Jean Marc Ndjofang (né le 15 mars 1976 à Ebolowa) est un damiste camerounais, qui vit depuis 2002 aux Pays-Bas. Grand maître international, il a été champion d'Afrique en 2000 et en 2010. Il s'est également placé sur le podium des championnats du monde : troisième en 2011, second en 2013 et en 2015.
En 2017 Jean Marc Ndjofang a remporté le championnat du monde de dames en blitz.